# Mahavavy-Sud
Mahavavy-Sud (of Mahavavy) is een rivier in Madagaskar. De rivier is 410 km lang en behoort daarmee tot een van de langere rivieren in het land.
De rivier ontspringt op de berg Andohanisambirano op een hoogte van 2.500 meter. Vervolgens stroomt de rivier in een relatieve rechte lijn naar het noorden toe. Onderweg zijn er drie zijrivieren die afvloeien in de Mahavavy-Sud, als eerst komen de Kiranomena en Manamidona erbij en vervolgens de Mahakambana. De rivier mondt uit in de Straat van Mozambique.